# Trece Cielos

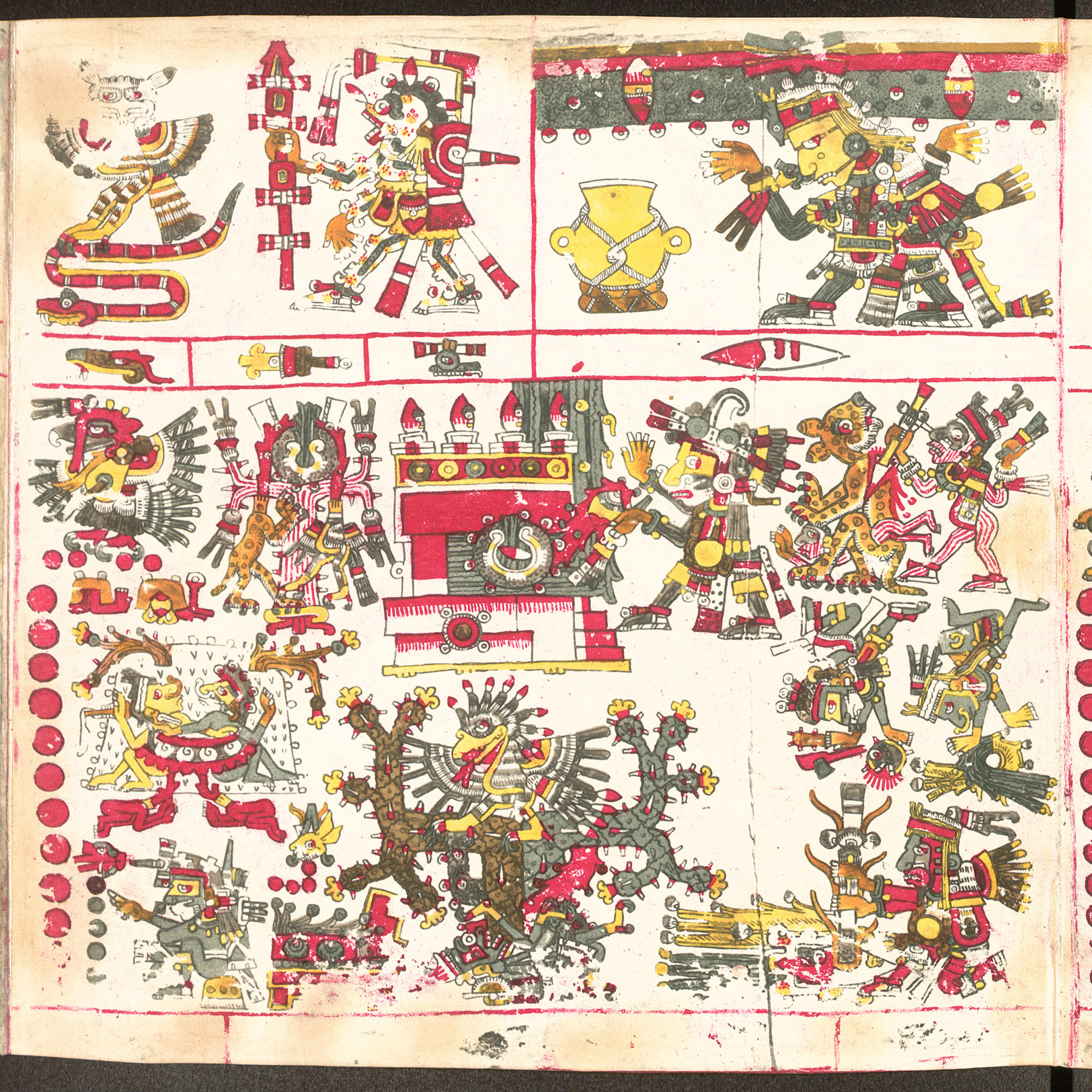
Mictlampa, hemisferio del Norte con sus respectivos árboles, templos, patrones y símbolos adivinatorios.

Los trece cielos  (en náhuatl ilhuicatl iohtlatoquiliz) es «el recorrido por los caminos del cielo»; en la mitología mexica se concreta en la cosmovisión de las creencias nahuas referentes al espacio y al tiempo en un universo estructurado mediante la parcelación que determinan fuerzas vivas después de que la pareja primigenia Omecíhuatl y Ometecuhtli, quienes tuvieron 4 hijos varones, los Tezcatlipocas (Xipetótec, Tezcatlipoca, Quetzalcóatl y Huitzilopochtli). Estos heredaron de sus padres el arte de la creación a partir de su sustancia, por lo que tras 600 años de inactividad, Tezcatlipoca y Quetzalcóatl organizaron el universo vertical y horizontal. El universo horizontal estaba comprendido por puntos cardinales o direcciones hemisféricas, mientras que el universo vertical comprendía dos partes, la superior y la inferior, donde la parte superior estaría soportada por 4 gigantescos árboles de cada esquina del Tlalocán, la parte central del universo, impidiendo que el supramundo (superior) y el inframundo (inferior) se junten al Tlaltícpac (la tierra). Una tierra formada a partir del cuerpo del Cipactli, una tierra sólida y viva generadora del sustento para el hombre, nuestra madre naturaleza, pues de ella se creó la superficie, Tlaltícpac. De sus cabellos surgieron árboles, flores y plantas; de su piel surgieron planicies, llanuras y sedimentos fluviales; de sus ojos surgieron pozos, cuevas y fuentes; de su boca surgieron ríos, lagos y manantiales; de su nariz surgieron valles, cordilleras y mesetas, y de sus hombros surgieron sierras, volcanes y montañas. Al organizar el universo en horizontal y vertical, los Tezcatlipocas forjaron a las parejas de dioses que controlarían las aguas (Tláloc y Chalchiuhtlicue), la tierra (Tlaltecuhtli y Tlalcíhuatl), el fuego (Xiuhtecuhtli) y Xantico.

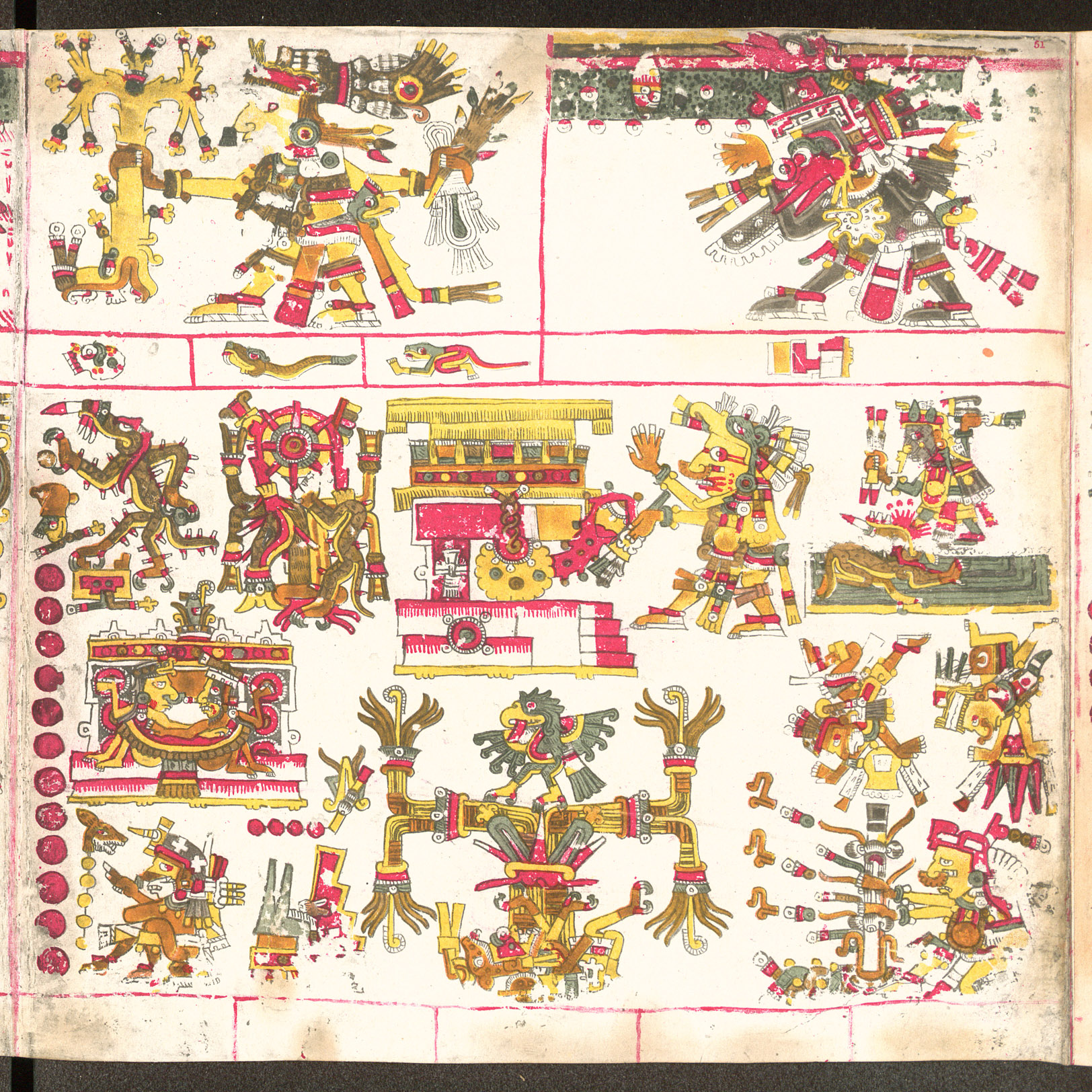
Cihuatlampa, hemisferio del Oeste/Poniente con sus respectivos árboles, templos, patrones y símbolos adivinatorios.

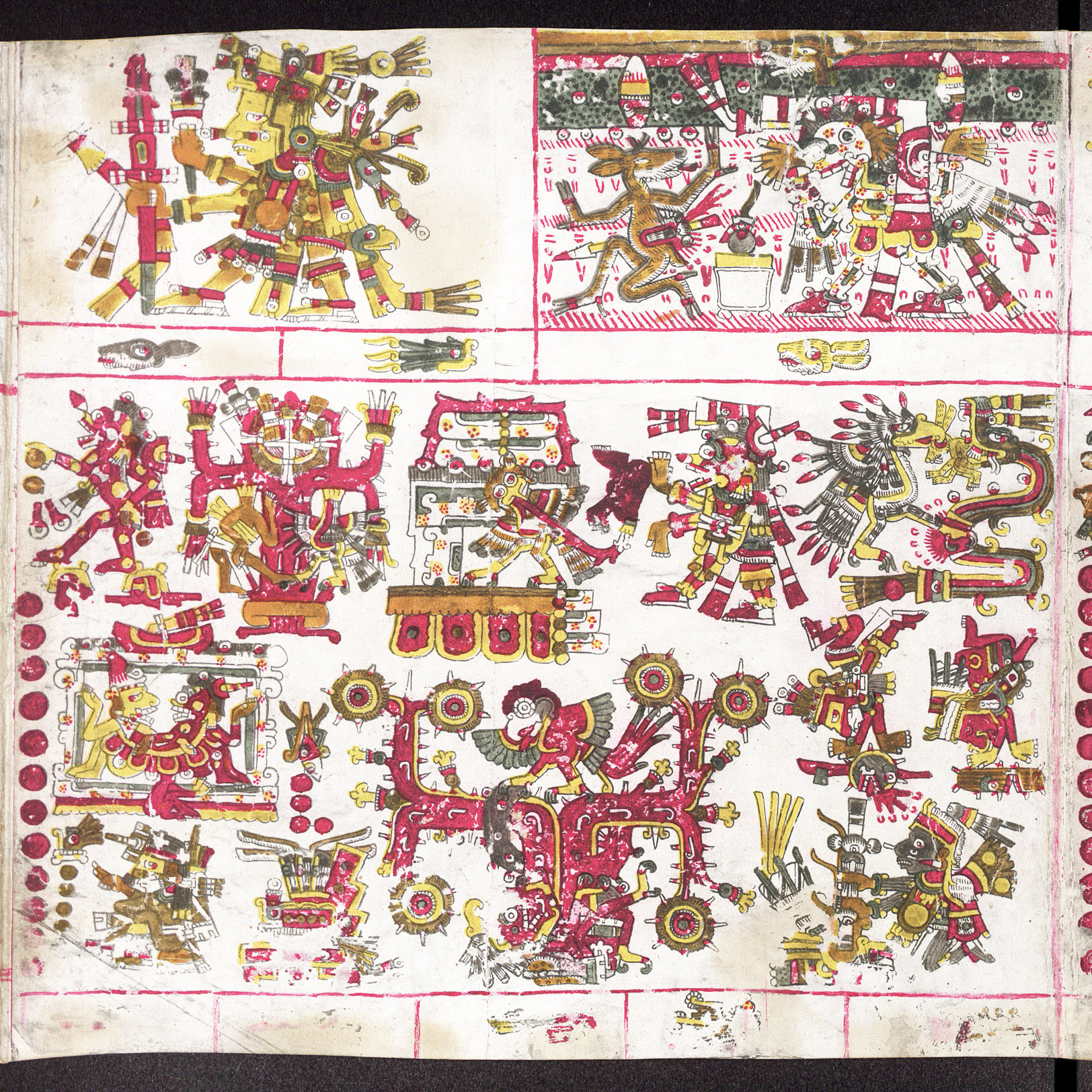
Huitztlampa, hemisferio del Sur con sus respectivos árboles, templos, patrones y símbolos adivinatorios.

El supramundo (trece cielos) y el inframundo (nueve regiones) representan el universo vertical, cuyas las fuerzas superiores e inferiores convergen desde la tierra, influenciándola. Asimismo, diariamente cuerpos celestes descienden al inframundo y ascienden de él, entrelazados por el universo horizontal, las direcciones hemisféricas o puntos cardinales que son regidos por los Dioses Creadores. Al Norte (Mictlampa), Tezcatlipoca, al Oeste/Occidente (Cihuatlampa), Quetzalcóatl, al Este/Oriente (Tlahuiztlampa), Xipetótec, y al Sur (Huitztlampa), Huitzilopochtli, cuyas fuerzas que emanan de las direcciones hemisféricas convergen y se sostienen por un eje central, el Calpulli, que era resguardado por Xiuhtecuhtli, dios del fuego, y señor del tiempo.
| Los trece cielos                                                                 | |                                                     | |
| Nombre                                                                           | Nombre | Nombre                                              | Morador |
| 1                                                                                | - Ilhuícatl-Metztitlán - Ilhuícatl-Meztli - Ilhuícatl-Tláloc - Ilhuícatl-Tláloc-Metztli - Ilhuícatl-Tlalocán - Ilhuícatl-Tlalocán-Metztlitlán | "Lugar donde se mueve la luna"                      | - Metztli, diosa de la luna. - Tlazoltéotl, diosa de la sexualidad, señora de las transgresiones. - Tláloc, dios del rayo, de la lluvia y de los terremotos. - Ehécatl, dios del viento. Lugar donde se trasladan la luna y las nubes. |
| 2                                                                                | - Ilhuícatl-Citlalcuauhco - Ilhuícatl-Cíntlalco - Ilhuícatl-Tetlalíloc                                                                        | "Lugar donde se mueven las estrellas"               | - Citlalicue, diosa de las estrellas hembras (Vía Láctea). - Citlaltónac, dios de las estrellas varones (Vía Láctea). - Constelaciones - Citlaxonecuilli, véase Osa Mayor. - Citlaltlachtli, véase Orión. - Citlalcólotl, véase Escorpio. - Citlalozomahtli, véase Cefeo, Osa Menor y Dragón. - Citlalmiquiztli, véase Sagitario y Corona Australis. - Citlalhuitzitzilin, véase Columba y Lepus. - Citlalmazatl, véase Eridanus y Fornax. - Citlalolli, véase Leo. - Citlalcuetzpalli, véase Andrómeda y Pegaso. - Citlaltécpatl, véase Piscis Austrinus y Grulla. - Citlalxonecuilli, véase Auriga y Perseo. - Tianquiztli, véase las Pléyades. - Centzon Mimixcoa, dioses de las estrellas septentrionales. - Centzon Huitznáhuac, dioses de las estrellas meridionales. Lugar donde se trasladan las estrellas hacia las 4 direcciones hemisféricas. |
| 3                                                                                | - Ilhuícatl-Tonatiuhtlán - Ilhuícatl-Tonatiuh                                                                                                 | "Lugar donde se mueve el Sol"                       | - Tonatiuh, dios Sol. Es la residencia occidental del dios amarillo, Tonatiuh, del cual desciende al oriente hasta sumergirse en el Inframundo. |
| 4                                                                                | - Ilhuícatl-Huitztlán | "Lugar del camino del Sol"                          | - Tlahuizcalpantecuhtli, dios de la aurora, señor de Venus matutino. - Xólotl, dios del ocaso, señor de Venus vespertino. Es la residencia de Tlahuizcalpantecuhtli y Xólotl, es el camino por donde el dios Sol Tonatiuh recorría la bóveda celeste todos los días y noches, pero en una ocasión durante su recorrido habitual, el señor de la aurora, Tlahuizcalpantecuhtli, cegado por los celos de que Tonatiuh había adquirido la personificación del Sol después de la creación de la última raza del hombre, conspiró con Xólotl para atacar a Tonatiuh, y así fue como Tlahuizcalpantecuhtli atacó primeramente a Tonatiuh, pero el dios Sol le lanzó una flecha directo a la cabeza hasta perforarla, dejando al señor de la aurora totalmente ciego, y como castigo, los Dioses Creadores enviaron a los custodios al inframundo, convirtiendo a Tlahuizcalpantecuhtli en Itztlacoliuhqui, el dios de la obsidiana, señor del castigo, regente del tercer infierno, Itztépetl, región de cerros cubiertos de pedernales que desgarraban a los muertos cuando tenían que atravesarlo para cumplir su trayectoria, mientras que a Xólotl lo enviaron para ser regente del primer infierno, Itzcuintlán, y poder conciliar perros domésticos con los muertos, para que estos encontrarán a los muertos dignos para permitirles cruzar o no a través del río infernal. De ahí la consagración del perro doméstico, itzcuintle, con el dios Xólotl, dando como resultado a los perros Xoloitzcuintle. A partir de entonces, Quetzalcóatl ratificó la estrella de la mañana, Venus, y a Itztlacoliuhqui se le comenzó a representar con los ojos vendados y una flecha atravesada en su cabeza. |
| 5                                                                                | - Ilhuícatl-Mamalcuauhco - Ilhuícatl-Mamaloaco                                                                                                | "Lugar donde se mueven los cometas"                 | - Citlalmina, diosa de las estrellas errantes. Lugar donde se trasladan los cometas y las estrellas fugaces o humeantes. |
| 6                                                                                | - Ilhuícatl-Yayauhcuauhco - Ilhuícatl-Tlilcuauhco - Ilhuícatl-Yayauhco                                                                        | "Lugar donde se mueve la oscuridad"                 | - Tezcatlipoca, dios de la providencia, de lo invisible y de la ubicuidad, señor de la noche, regidor del Norte. Lugar donde la noche se extiende a las 4 direcciones hemisféricas. |
| 7                                                                                | - Ilhuícatl-Xoxocuauhco - Ilhuícatl-Xoxoauhco - Ilhuícatl-Xoxoco - Ilhuícatl-Xoxoauhqui - Ilhuícatl-Xoxoctic                                  | "Lugar donde el Sol se levanta y muestra su rostro" | - Huitzilopochtli, dios de la guerra y de la voluntad, señor del sol y del fuego, regidor del Sur. Lugar de la región azul o verde |
| El sexto y séptimo cielos pueden ser los colores ‘negro y azul’ o ‘azul y verde’ | |                                                     | |
| 8                                                                                | - Ilhuícatl-Nanatzcalóyan - Ilhuícatl-Nanatzcáyan - Ilhuícatl-Itzapan-Nanatzcáyan                                                             | "lugar donde surgen las tempestades"                | - Mictlantecuhtli, dios de la muerte y regidor del Inframundo. - Mictecacíhuatl, diosa de la muerte y regidora del Inframundo. Es la residencia celeste de los señores de la muerte, Mictlantecuhtli y Mictecacíhuatl. |
| 9                                                                                | - Ilhuícatl-Teoiztacuauhco - Ilhuícatl-Teoiztac - Ilhuícatl-Teoixtac                                                                          | "lugar donde se mueve la luz"                       | - Quetzalcóatl, dios de la vida, de la luz, de la sabiduría y del conocimiento, señor del día y de los vientos, regidor del Este/Oriente. - Tzitzimime, personificaciones de los eclipses, señoras de las perturbaciones, regidoras de los días baldíos. Lugar de la región blanca, la residencia del dios blanco, Quetzalcóatl, y donde las Tzitzimime se esconden, entidades estelares que suelen bajar durante los eclipses para provocar males al hombre y perturbar al Sol en su trayectoria a través por la bóveda celeste. |
| 10                                                                               | - Ilhuícatl-Teocozáuhcuauhco - Ilhuícatl-Teocozáuhco                                                                                          | "lugar oriental del sol"                            | - Tonatiuh, dios del Sol. Lugar de la región amarilla, la residencia oriental del dios amarillo, Tonatiuh, del cual asciende al occidente. |
| 11                                                                               | - Ilhuícatl-Teotlacuauhco - Ilhuícatl-Teotlatláuhco - Ilhuícatl-Teotláuhco                                                                    | "lugar donde se mueve el calor"                     | - Xiuhtecuhtli, dios del fuego. - Xantico, diosa del fogón y del hogar, señora de los volcanes. - Xiuhtotontli, diosecillos del fuego. - Xiuhiztacti, (‘fuego blanco’) - Xiuhtlatlauhtic (‘fuego rojo’) - Xiuhcozauhtic (‘fuego amarillo’) - Xiuhxoxoctic (‘fuego verde’) - Xiuhyayauhtic (‘fuego azul’) Es la residencia de Xiuhtecuhtli y Xantico, con rayos de calor que expresan el fuego de la creación. Lugar de la región roja. |
| 12                                                                               | - Ilhuícatl-Teteocán | "lugar donde se mueven los dioses"                  | - Tezcatlipoca (Norte) - Xipetótec (Este/Oriente) - Quetzalcóatl (Oeste/Occidente) - Huitzilopochtli (Sur) Es la residencia de los Dioses Creadores, los Tezcatlipocas, lugar eminentemente eterno donde los dioses permanecen y se proyectan para estar en otros sitios, lugar donde toman rostros y donde se enmascaran para ser otros siendo ellos mismos, lugar donde nacen, renacen y se transforman, alimentándose en su calidad de seres eternos. |
| 13                                                                               | - Ilhuícatl-Omeyocán | "lugar de la dualidad"                              | - Ometecuhtli, dios primordial de la sustancia, regidor del ciclo de la vida. - Omecíhuatl, diosa primordial de la sustancia, regidora del ciclo de la vida. Es la residencia de Ometecuhtli y Omecíhuatl, la pareja primordial, origen de toda la generación de dioses y de la creación de la existencia, lugar donde se concibe el principio generador de las cosas, lugar donde todo se existente y se emana con sus caras. |